# Megáli Kápsi
Megáli Kápsi (Megali Kapsi) är en ort i Grekland.   Den ligger i prefekturen Fthiotis och regionen Grekiska fastlandet, i den centrala delen av landet, 190 km nordväst om huvudstaden Aten. Megáli Kápsi ligger 708 meter över havet och antalet invånare är 215.
Terrängen runt Megáli Kápsi är kuperad åt nordost, men åt sydväst är den bergig. Runt Megáli Kápsi är det ganska glesbefolkat, med 25 invånare per kvadratkilometer. Närmaste större samhälle är Karpenísi, 11,2 km väster om Megáli Kápsi. I omgivningarna runt Megáli Kápsi växer i huvudsak blandskog.